# Вімблдонський турнір 1995
Вімблдонський турнір 1995 проходив з 25 червня по 9 липня 1995 року на кортах Всеанглійського клубу лаун-тенісу і крокету в передмісті Лондона Вімблдоні. Це був 109-й Вімблдонський чемпіонат, а також третій турнір Великого шолома з початку року. Турнір входив до програм ATP та WTA турів.

## Огляд подій
Піт Сампрас виграв Вімблдон третій рік поспіль, а загалом це була для нього шоста перемога в турнірах Великого шолома.
Минулорічна чемпіонка в одиночному розряді серед жінок Кончіта Мартінес поступилася Аранчі Санчес Вікаріо в півфіналі, а у фіналі Санчес Вікаріо програла Штеффі Граф, для якої це були 6-та віблдонська перемога й 18-й титул Великого шолома.
У парних змаганнях чоловіків Тодд Вудбрідж виграв свій 4-й вімблдонський титул і 8-й титул Великого шолома, Марк Вудфорд — 3-й вімблдонський титул та 8-й мейджор.
У жіночому парному розряді Яна Новотна виграла свій 4-й Вімблдон та 12-й титул Великого шолома, Аранча Санчес Вікаріо — перший та єдиний Вімблдон і 11-й титул Великого шолома загалом.
Мартіна Навратілова виграла 4-й титул вімблдонський титул у міксті, 19-й вімблдонський титул загалом (враховуючи одиночні та парні змагання) та 56-й мейджор. Джонатан Старк виграв 2-й і останній мейджор та перший і єдиний Вімблдонський турнір.

## Результати фінальних матчів

### Дорослі
| Одиночний розряд. Джентльмени      |                                 |                            |
| Піт Сампрас                        | Борис Бекер                     | 6–7 (5–7), 6–2, 6–4, 6–2   |
|                                    |                                 |                            |
| Одиночний розряд. Леді             |                                 |                            |
| Штеффі Граф                        | Аранча Санчес Вікаріо           | 4–6, 6–1, 7–5              |
|                                    |                                 |                            |
| Парний розряд. Джентльмени         |                                 |                            |
| Тодд Вудбрідж Марк Вудфорд         | Рік Ліч Скотт Мелвілл           | 7–5, 7–6 (10–8), 7–6 (7–5) |
|                                    |                                 |                            |
| Парний розряд. Леді                |                                 |                            |
| Яна Новотна Аранча Санчес Вікаріо  | Джиджі Фернандес Наташа Звєрєва | 5–7, 7–5, 6–4              |
|                                    |                                 |                            |
| Мікст                              |                                 |                            |
| Мартіна Навратілова Джонатан Старк | Джиджі Фернандес Циріл Сук      | 6–4, 6–4                   |
|                                    |                                 |                            |

### Юніори
| Одиночний розряд. Хлопці   |                                   |               |
| Олів'є Мютіс               | Ніколас Кіфер                     | 6–2, 6–2      |
|                            |                                   |               |
| Одиночний розряд. Дівчата  |                                   |               |
| Александра Ольша           | Тамарін Танасугарн                | 7–5, 7–6(8–6) |
|                            |                                   |               |
| Парний розряд. Хлопці      |                                   |               |
| Мартін Лі Джймс Тротмен    | Алехандро Ернандес Маріано Пуерта | 7–6(7–2), 6–4 |
|                            |                                   |               |
| Парний розряд. Дівчата     |                                   |               |
| Кара Блек Александра Ольша | Труді Масгрейв Джоді Річардсон    | 6–0, 7–6(7–5) |
|                            |                                   |               |